# Francisco Pereira da Silva (político brasileiro)
Francisco Pereira da Silva (Macau, 7 de setembro de 1890 — 11 de setembro de 1973), foi um político brasileiro. Exerceu o mandato de deputado federal pelo Amazonas de 1946 a 1963.
Teve os estudos iniciados com formação em humanidades no Colégio Diocesano Santo Antônio, e, posteriormente se formou pela Faculdade do Amazonas no curso de direito.

## Início da carreira
Começou a trabalhar na função de tipógrafo, repórter e revisor de avaliações. No ano de 1909 se tornou auxiliar de escritório do governador do Rio Grande do Norte, Alberto Maranhão (1908-1913). Em 1910 embarcou para o Rio de Janeiro, depois para o Distrito Federal, realizando uma reportagem direcionada para o Correio da Noite.
No ano de 1911 retornou para a Amazônia. Em Cruzeiro do Sul (Acre), residiu por um tempo e dirigiu a Imprensa Oficial. Ainda em no Acre, iniciou sua vida na política.

## Política
Ainda em Cruzeiro do Sul, se tornou promotor público, auxiliar de juiz de direito e, por fim, secretário da prefeitura. Organizou novamente o Centro Operário de Cruzeiro do Sul, a União dos Pequenos Lavradores e Seringueiros e a Sociedade Protetora dos Homens do Povo, entidades estas ligadas ao Centro Operário.
Se tornou prefeito de Tarauacá (no Acre) em 1920, e, no ano de 1921 se tornou oficial da secretaria do governo e ofício do gabinete de Epaminondas Jácome, o governador de terras do Acre, fixando, assim, sua residência na capital do estado, Rio Branco.
Depois da movimentação modernista no ano de 1922, Francisco tentou inaugurar a nova escola no estado do Amazonas, onde passou a morar no ano de 1923. Na capital, Manaus, fez parte da Revolta de Julho de 1924, que aconteceu também em São Paulo e Sergipe. Os rebeldes, comandados pelos tenentes Alfredo Augusto Ribeiro Júnior e Joaquim Cardoso de Magalhães, derrubaram o governador do estado do Amazonas, Turiano Meira, dando início à formação de uma nova junta governativa.
Francisco foi intitulado, dentro do estado, como secretário da Polícia Civil. Os rebeldes, embora terem grande apoio da população, foram dominados por tropas federais no mês de agosto, comandadas por João de Deus Mena Barreto, que estabeleceu como governador militar do estado o coronel Raimundo Barbosa.
Com a instalação do interventor no governo por meio de Alfredo Sá e sendo restabelecida a ordem legal, Francisco sofreu afastamento da Secretaria da Polícia Civil. Nos meses que sucederam, se manteve como opositor ao governo do estado, por meio do jornal A Liberdade, motivo este que o levou a ser preso durante seis meses. Quando absolvido, se opôs ao presidente da República, Artur Bernardes.
Participou ativamente da Aliança Liberal (que durou de 1929 até 1930) e da Revolução de 1930. Em conjunto com José Alves de Sousa Brasil e o coronel Cordeiro Júnior, participou da união revolucionária que tomou o governo do estado do Amazonas no mês de outubro, após a vitória do movimento, que foi substituído em novembro pelo tenente Floriano da Silva Machado, do governo militar. Em episódios seguintes, Francisco se tornou, dentro do Amazonas, secretário do estado.